# U3-as metróvonal (Bécs)

Az U3 vonal nyomvonalának mérethű ábrázolása

Az U3-as metróvonal (eredeti német nevén U-Bahnlinie 3) a bécsi metróhálózat egyik vonala, melyen 21 állomás található. A 13,5 kilométeres vonal Bécs legrövidebb, legfiatalabb és legforgalmasabb metróvonala, továbbá arányát tekintve ez halad a legtöbbet a föld alatt a többi vonalhoz képest (csak Ottakring és Erdberg állomások vannak a földfelszín felett). Összeköti a simmeringi és az ottakringi S-Bahn állomásokat kelet–nyugat irányban. Útvonala során az alábbi városrészeket érinti: Simmering, Gasometer (Bécsi Aréna), Erdberg, Ring, Stephansplatz (Szent István dóm), Mariahilfer Straße, Westbahnhof (Nyugati pályaudvar), Ottakring.
Különlegessége a vonalnak, hogy Stubentor, Stephansplatz, Neubaugasse és Zieglergasse állomásoknál a két ellentétes irány vágányai nem egymás mellett, hanem egymás felett-alatt mennek.
A vonal színe: narancs.

## Története
Bécsben több metróvonal a Stadtbahn vonalainak felhasználásával épült, de az U3-as metró egy teljesen új építésű vonal. A megépítésének gondolata körülbelül az 1960-as évek óta jelen volt, ám ekkor a metróépítés költségét a város még nem vállalta. Az első lépés az U3 megépülésében az U1-es metró építésénél történt, amikor 1978-ban Stephansplatz állomás építésénél az akkor még csak tervekben szereplő metrónak ennek az állomásnál már megépítették a peronokat. Az U3-as metró építése végül az 1980-as években kezdődött. Az első szakasz Erdbergtől Volkstheaterig tartott, ezt 1991. április 6-án adták át. Ezt követően a nyugati irányba, Ottakringhez tervezett szakaszok készültek el. 1993-ban Westbahnhofig hosszabbították a Mariahilfer Straße alatt, a metró új szakaszának átadását követően az 52-es és 58-as villamosokat lerövidítették. Alig hogy ezt a pályát átadták, egy év múlva, 1994-ben továbbhosszabbították az U3-at Johnstraße állomásig, majd négy év múlva újabb hosszabbítás következett, és a metró elérte a nyugati végét, Ottakring vasútállomást.
A keleti hosszabbítást 2000-ben adták át, ez az elsőként elkészült Erdberg állomástól a mai keleti végállomásáig, Simmeringig tartott. Ezzel az U3-as metró elérte mai formáját.
| Év        | Végállomások           |
| --------- | ---------------------- |
| 1991–1993 | Erdberg ↔ Volkstheater |
| 1993–1994 | Erdberg ↔ Westbahnhof  |
| 1994–1998 | Erdberg ↔ Johnstraße   |
| 1998–2000 | Erdberg ↔ Ottakring    |
| 2000–     | Simmering ↔ Ottakring  |

| A metróvonal hossza | A metróvonal hossza | A metróvonal hossza | A metróvonal hossza | A metróvonal hossza |
| ------------------- | ------------------- | ------------------- | ------------------- | ------------------- |
| Dátum               |                     |                     |                     | Hossz               |
| 1991.04.06.         | 1991.04.06.         |                     | 4,9 km              | 4,9 km              |
| 1993.09.04.         | 1993.09.04.         |                     | 7 km                | 7 km                |
| 1994.09.03.         | 1994.09.03.         |                     | 8,4 km              | 8,4 km              |
| 1998.12.05.         | 1998.12.05.         |                     | 10,4 km             | 10,4 km             |
| 2000.12.02.         | 2000.12.02.         |                     | 13,4 km             | 13,4 km             |
|                     |                     |                     |                     |                     |

## Járművek
A vonalon U11, U2, V típusú és X járművek közlekednek. Az ezüstnyilakkal a kezdetek óta szállítják az utasokat, a V típus prototípusa 2000-ben érkeztek az U3-as metróra, a sorozatkocsik pedig 2006-tól kezdve közlekednek itt. Nincsenek kifejezetten erre a vonalra állandósított járművek. A kocsikiadást Erdberg kocsiszín végzi, de Ottakringnél is van egy kisebb tárolóállomás.
2023-ban ezen a vonalon állt először fogalomba az X sorozatú jármű.

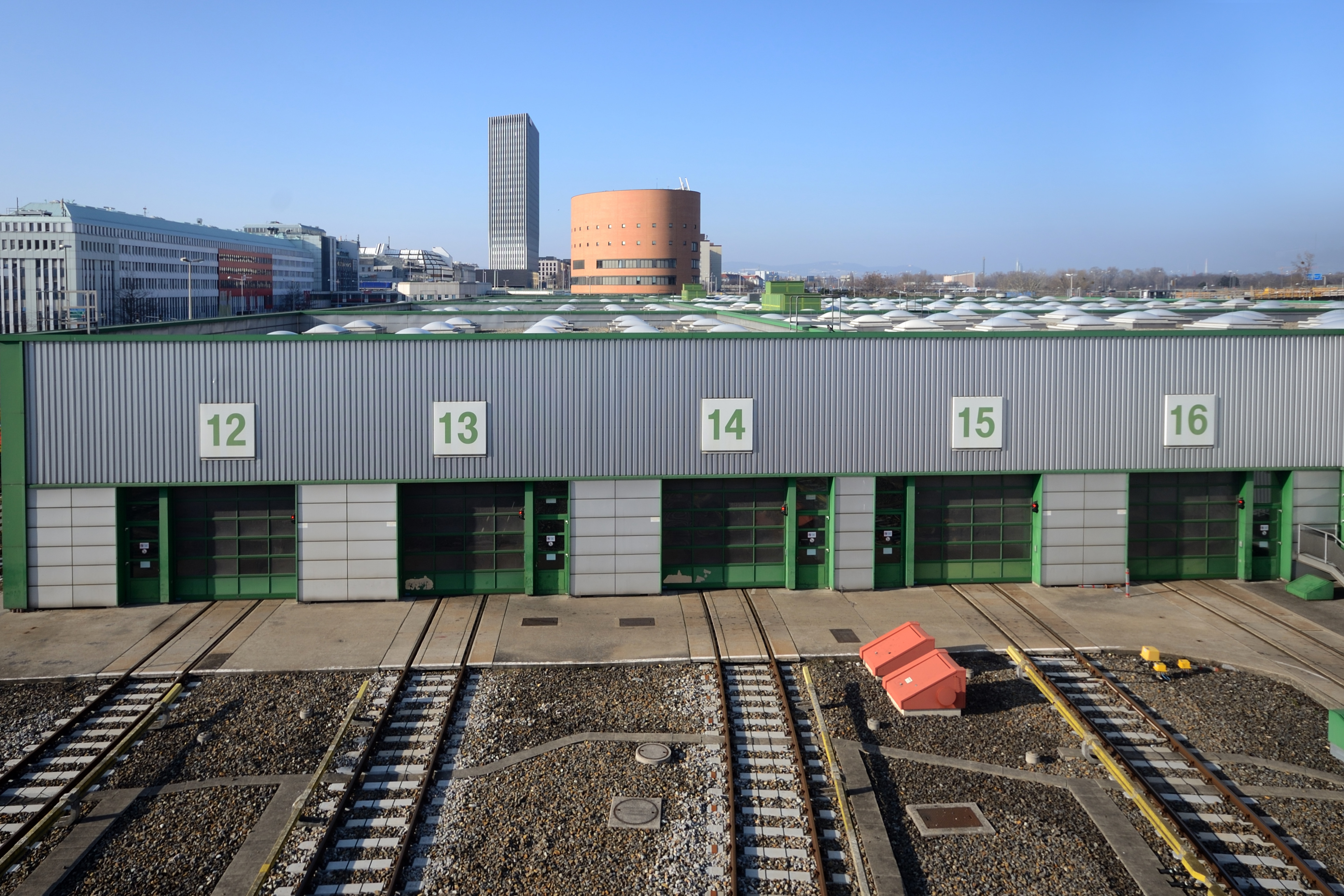
Erdberg kocsiszín
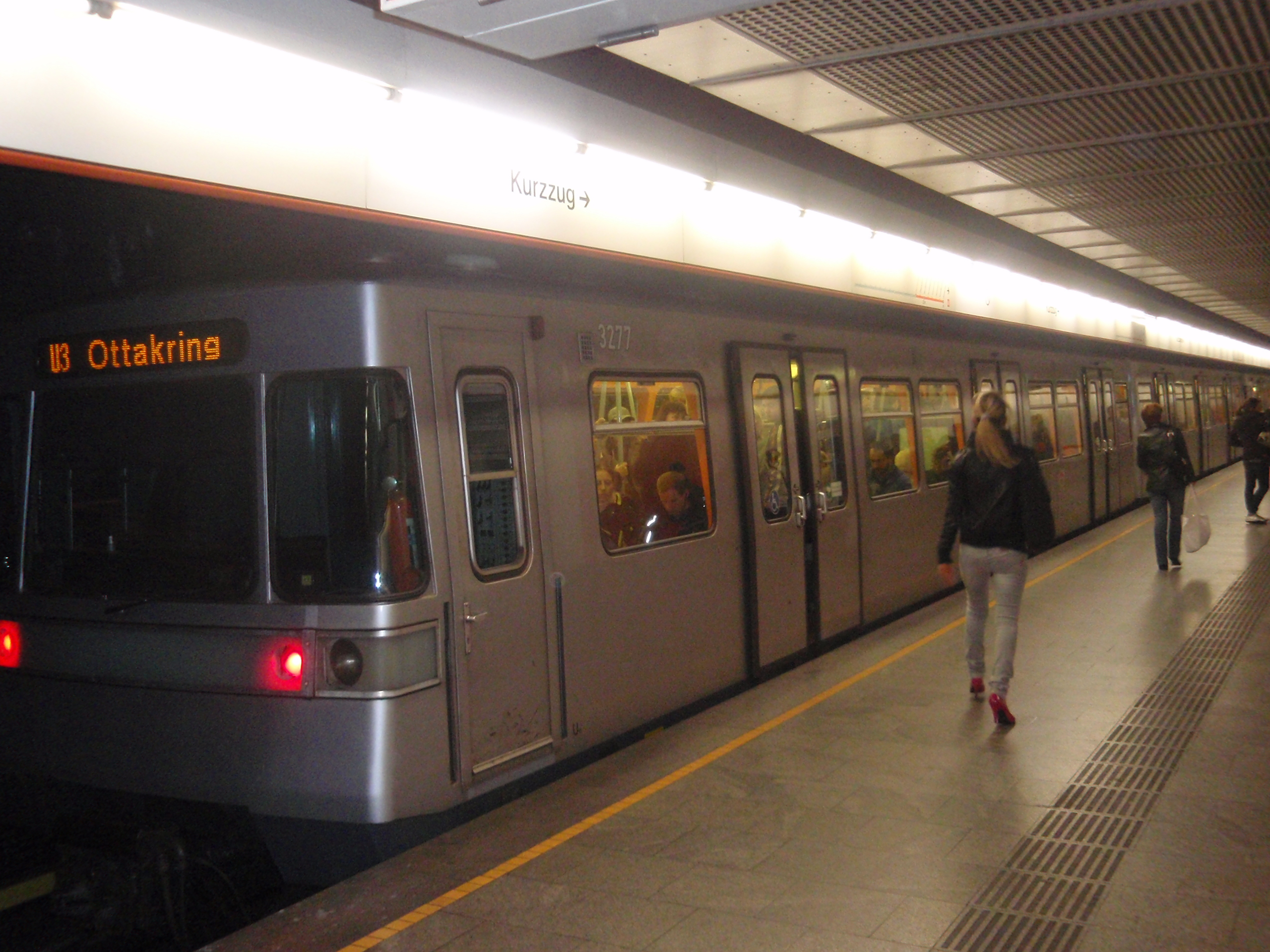
U11 típus
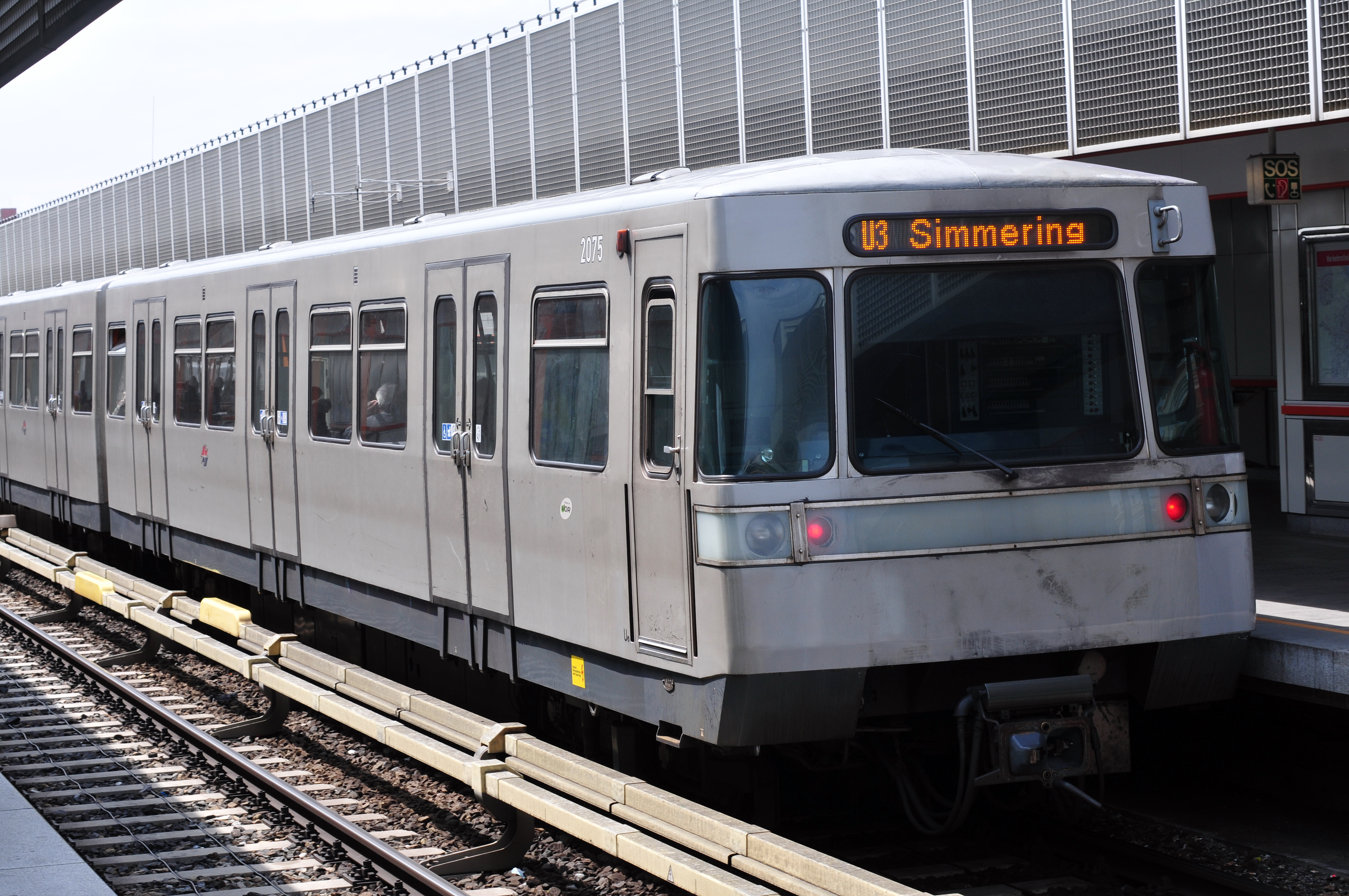
U2 típus
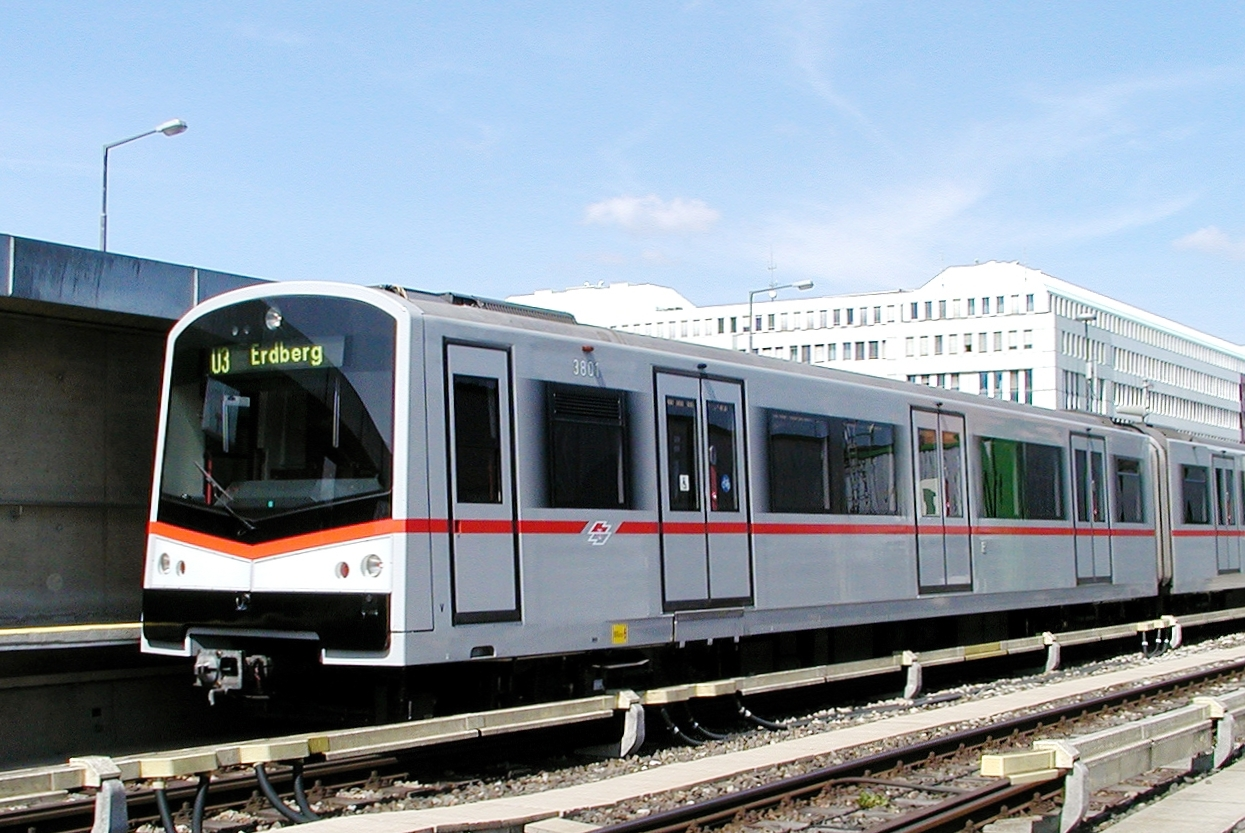
V típus

## Állomáslista és átszállási kapcsolatok
| U3 (Ottakring ◄► Simmering) | U3 (Ottakring ◄► Simmering)            | U3 (Ottakring ◄► Simmering) | U3 (Ottakring ◄► Simmering)         | U3 (Ottakring ◄► Simmering)                                                                                     |
| Perc (↓)                    | Állomás [magyar név]                   | Perc (↑)                    | Átszállási kapcsolatok              | Fontosabb létesítmények                                                                                         |
| --------------------------- | -------------------------------------- | --------------------------- | ----------------------------------- | --- |
| 0                           | Ottakring végállomás                   | 26                          | S45 44, 46 45A, 46A, 46B, 48A       | |
| 1                           | Kendlerstraße                          | 24                          | 10                                  | |
| 2                           | Hütteldorfer Straße [Hütteldorfi utca] | 23                          | 10, 49                              | |
| 3                           | Johnstraße [János utca]                | 22                          | 49 10A, 12A                         | |
| 5                           | Schweglerstraße                        | 20                          | 9, 49 12A                           | |
| 7                           | Westbahnhof [Nyugati pályaudvar]       | 19                          | S50 U6 5, 6, 9, 18, 52, 60          | Wien Westbahnhof vasútállomás (Nyugati pályaudvar), Europaplatz, Mariahilfer Straße, Gürtel, Mariahilfer Straße |
| 8                           | Zieglergasse                           | 17                          |                                     | |
| 9                           | Neubaugasse                            | 16                          | 13A, 14A                            | |
| 11                          | Volkstheater [Népszínház]              | 14                          | 1, 2, 46, 49, 71, D, U2Z 48A        | Népszínház, Ring, Parlament, Természettudományi- és Szépművészeti Múzeum                                        |
| 13                          | Herrengasse                            | 13                          | 1A, 2A                              | |
| 14                          | Stephansplatz [István tér]             | 12                          | U1 1A, 2A, 3A                       | Szent István-székesegyház, Graben                                                                               |
| 15                          | Stubentor                              | 11                          | 2 3A, 74A                           | Ring, Stadtpark                                                                                                 |
| 16                          | Landstraße                             | 10                          | U4 S1 , S2 , S3 , S4 , S7 O 74A CAT | Wien Mitte vasútállomás, Stadtpark                                                                              |
| 17                          | Rochusgasse                            | 8                           | 4A, 74A                             | |
| 19                          | Kardinal-Nagl-Platz                    | 7                           | 77A                                 | |
| 20                          | Schlachthausgasse [Vágóhíd utca]       | 6                           | 18 77A, 80A                         | Duna-csatorna (Donaukanal), Közlekedési múzeum („Remise”)                                                       |
| 21                          | Erdberg                                | 5                           |                                     | Nemzetközi Autóbusz-állomás, Wiener Linien Központ, A4-es autópálya                                             |
| 22                          | Gasometer [Gáztározó]                  | 3                           | 72A                                 | Bécsi Aréna |
| 23                          | Zippererstraße                         | 2                           | 71                                  | |
| 25                          | Enkplatz                               | 1                           | 11, 71 15A, 76A, 76B                | |
| 26                          | Simmering végállomás                   | 0                           | S80 11, 71 69A, 72A, 73A            | Wien Simmering vasútállomás                                                                                     |

## Galéria

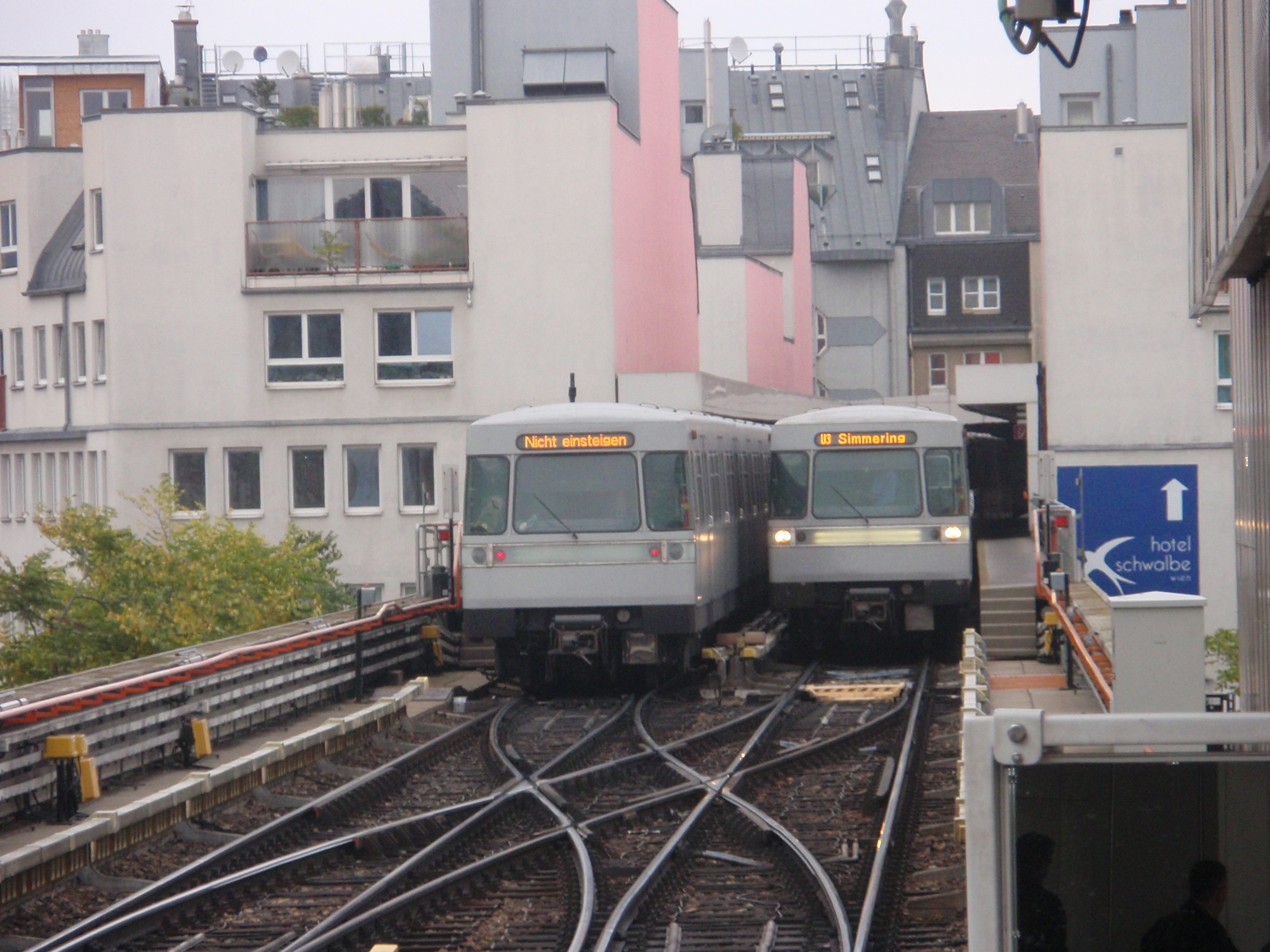
Ottakring végállomás kihúzóvágánya igen érdekesen, lényegében a házaknál ér véget
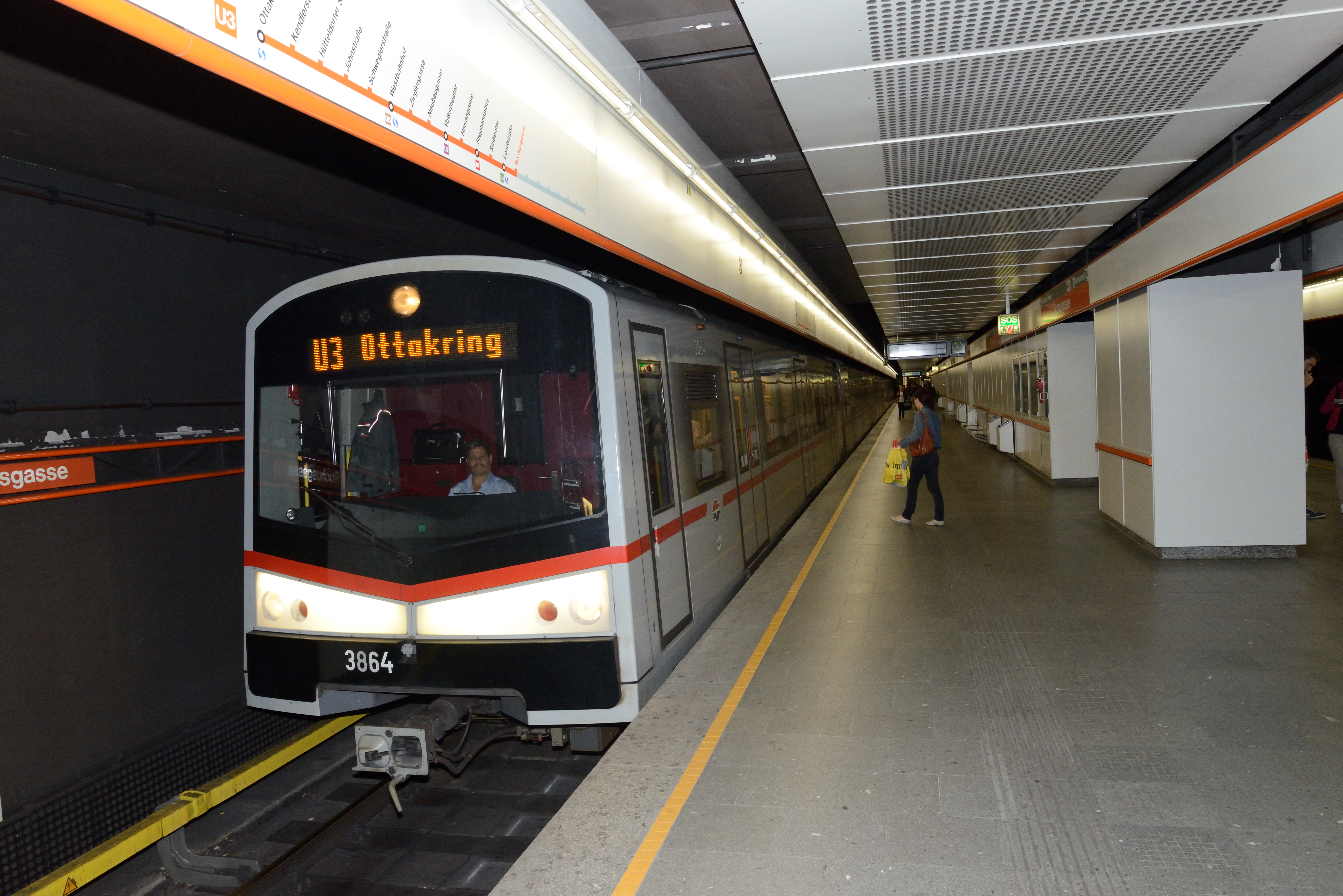
Egy V típusú szerelvény
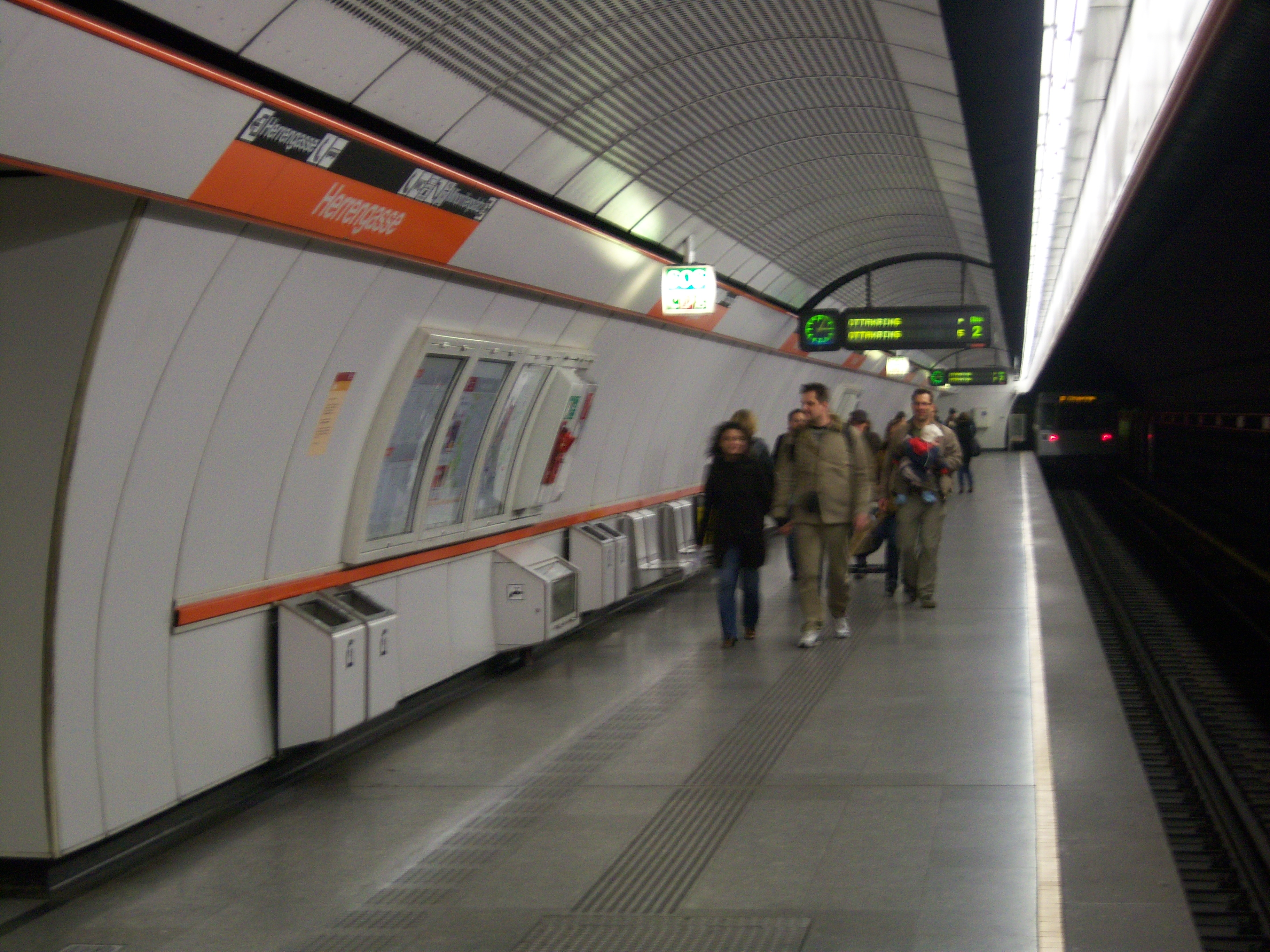
Herrengasse
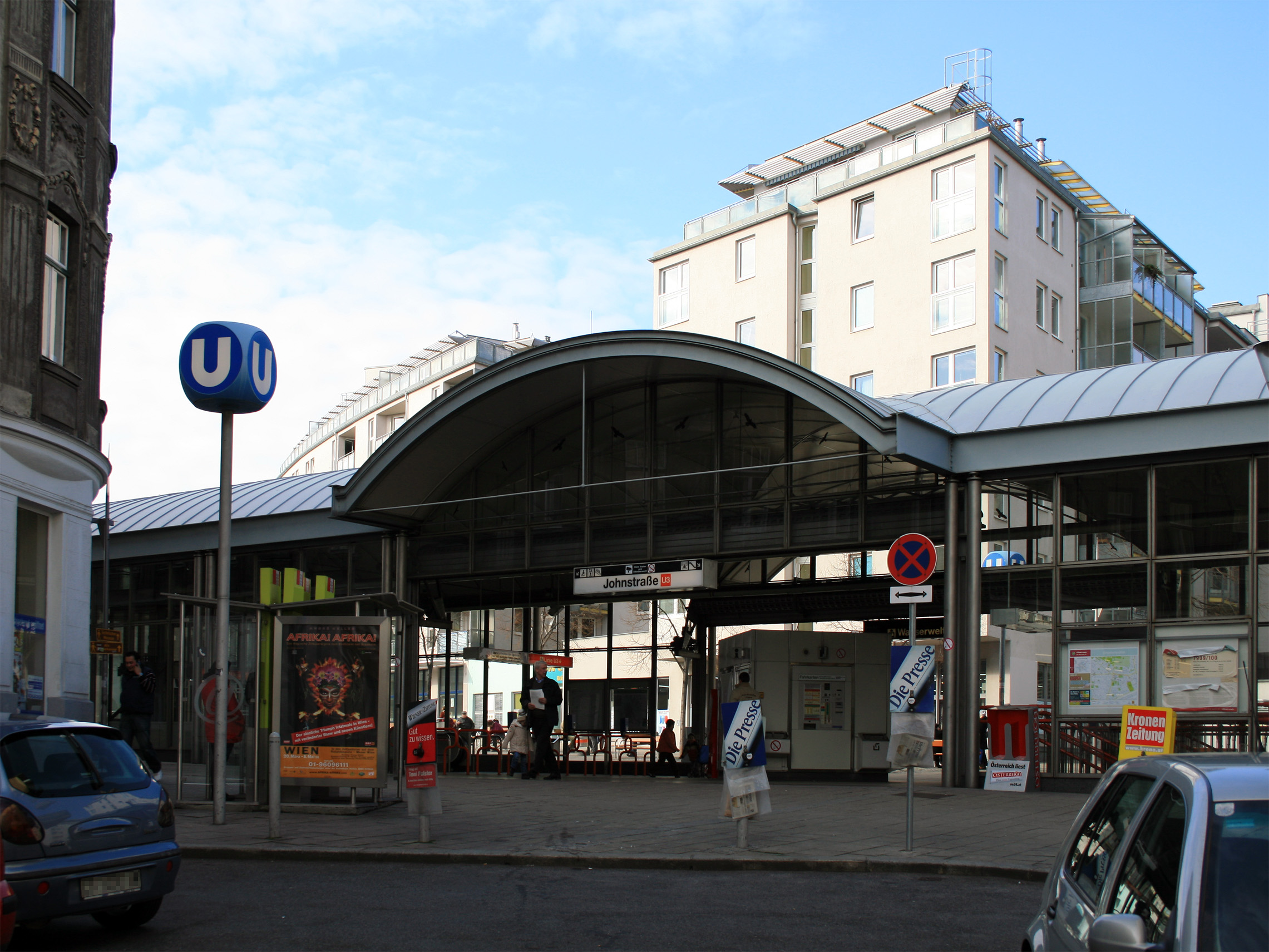
Johnstraße
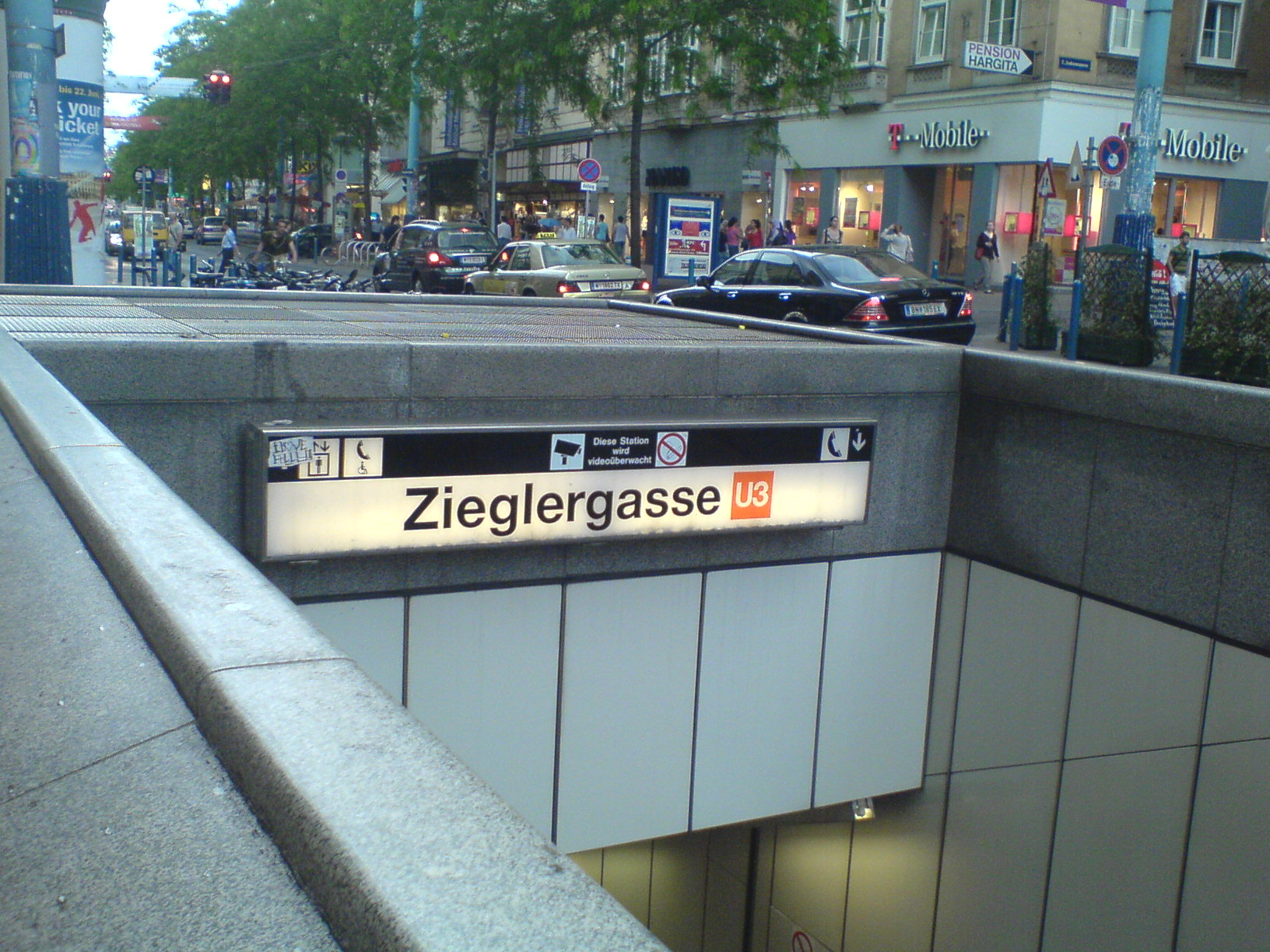
Zieglergasse
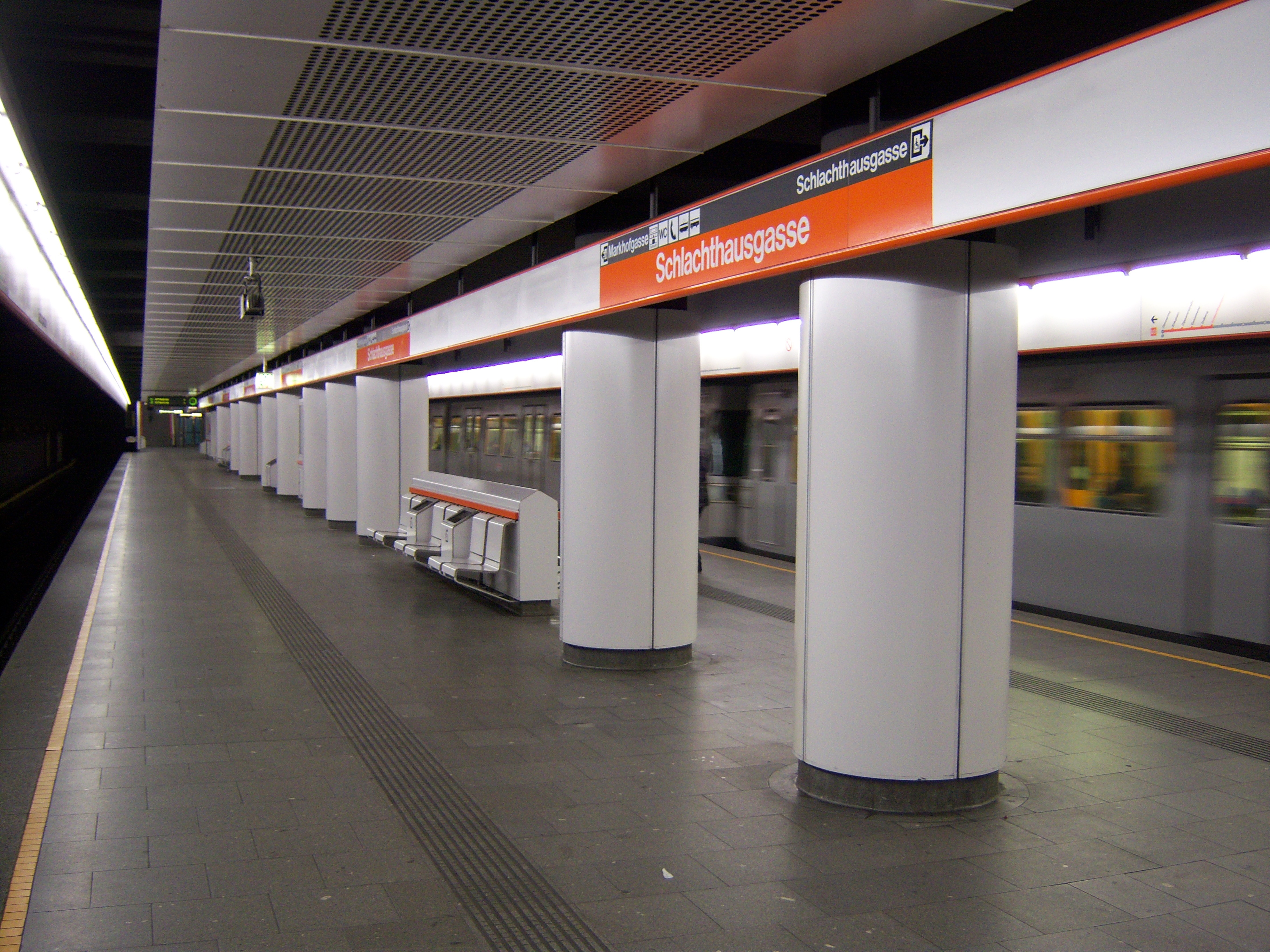
Schlachthausgasse
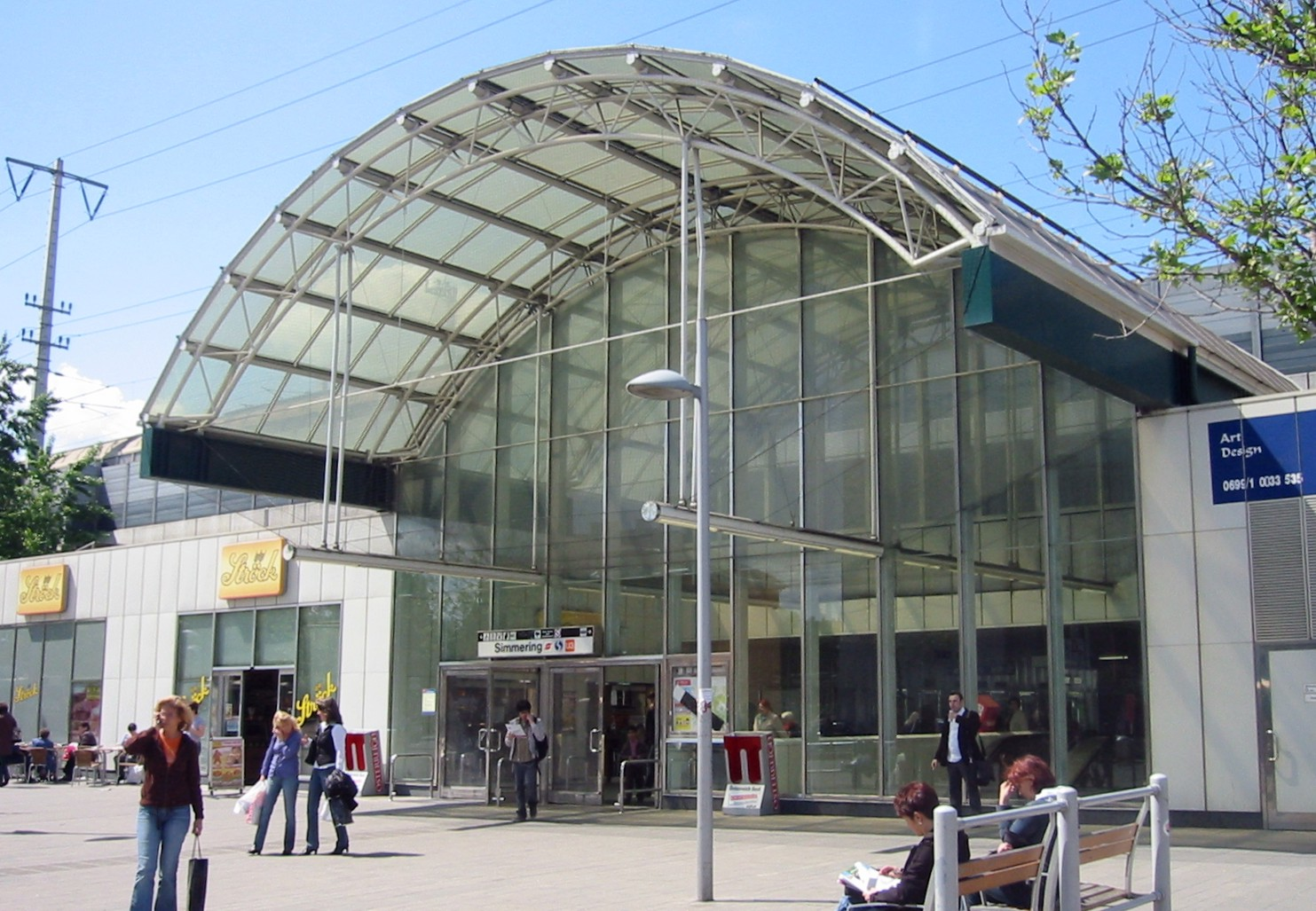
Simmering
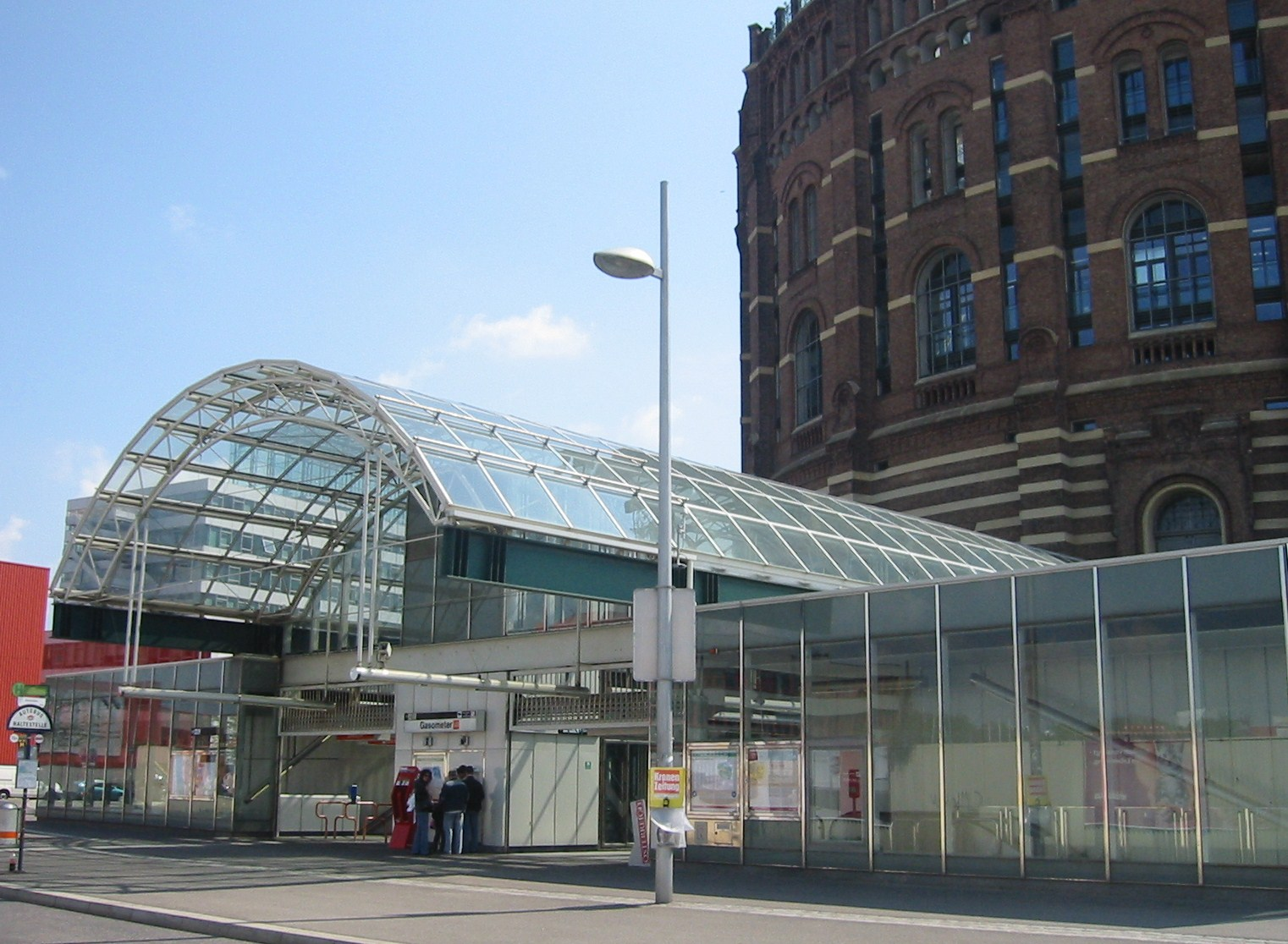
A 2000-ben épített Gasometer-i állomás

## Fordítás
- Ez a szócikk részben vagy egészben  az   U-Bahnlinie 3 (Wien) című német Wikipédia-szócikk fordításán alapul.  Az eredeti cikk szerkesztőit annak laptörténete sorolja fel. Ez a jelzés csupán a megfogalmazás eredetét és a szerzői jogokat jelzi, nem szolgál a cikkben szereplő információk forrásmegjelöléseként.